# زایپ
زایپ (به انگلیسی: ZYpp) که ممکن است لیب زایپ (به انگلیسی: libzypp) هم عنوان شود، یک موتور مدیریت بسته است که در برنامه‌هایی چون یاست، زایپر و پیاده‌سازی PackageKit در اوپن‌سوزه/سوزه لینوکس انترپرایز سرور و سوزه لینوکس انترپرایز دسکتاپ مورد استفاده قرار می‌گیرد. برخلاف دیگر مدیر بسته‌های متداول چون APT, RPM و yum، زایپ یک حل کنندهٔ صدق‌پذیری بولی (به انگلیسی: Boolean satisfiability solver) قدرتمند ارائه می‌کند تا وابستگی‌های بسته‌ها را محاسبه کند، به دلیل داشتن همین ویژگی، در توزیع‌های لینوکس مذکور می‌توان بسته‌ها را در مرحله نصب سیستم‌عامل، برای نصب یا نصب نشدن انتخاب کرد و وابستگی‌های نرم‌افزارها با دقت بسیار بالایی رهگیری و کنترل می‌شوند.
زایپر واسط خط فرمان بومی مدیر بستهٔ زایپ برای نصب، حذف، به روزرسانی و پرس و جو برای حل وابستگی‌های بسته‌ها است، معادل گرافیکی آن، ماژول مدیریت بستهٔ یاست است. در ژوئن ۲۰۰۹، توزیع لینوکس Ark Linux اعلام کرد که بررسی حل کننده‌های وابستگی‌های بسته‌ها توسط زایپ را به اتمام رسانده و زایپ و ابزارهای آن را جایگزین مدیر بستهٔ پیر شدهٔ APT-RPM (که آخرین نسخهٔ پایدار آن سال ۲۰۰۶ عرضه شد)، خواهد کرد، و اولین توزیع لینوکس بود که چنین کاری را کرد.
زایپر همچنین در توزیع‌های لینوکس موبایل چون تایزن، Sailfish OS و MeeGo مورد استفاده قرار گرفته‌است.

## مقالات وابسته
- یاست
- اوپن‌سوزه